# Манукян, Ален
Алан Манукя́н (фр. Alain Manoukian, род. 19 февраля 1946 в Марселе) — французский дизайнер и модельер

, бизнесмен.

## Биография
Французский дизайнер, модельер, бизнесмен армянского происхождения. Семья его отца приехала во Францию из сирийского города Алеппо в 1927 году, получив нансеновские паспорта; в Сирии они оказались, бежав от геноцида, до этого они жили в Харпуте (Восточная Анатолия, территория современной Турции). В Марселе семья Манукян занялась производством обуви.
Алан Манукян женат на Даниелле Манукян, которая помогает ему в бизнесе. У них есть дети — Дэвид и Седа, которые также принимают участие в семейном бизнесе, а также внуки.
После спитакского землетрясения Алан Манукян посещал Армению.

## О марке Manoukian
Сегодня штаб-квартира фирмы расположена в поместье Меркюроль между Лионом и Марселем в замке XIX века. Семейные традиции — главный принцип развития компании. Дети Алана и Дени, Давид и Седа, выросли и присоединились к семейному бизнесу. Седа вместе с Дени и её командой занимается стилем коллекций. Давид, получивший экономическое образование в Европе, — президент компании Group Alain Manoukian.
Коллекции Alain Manoukian продаются по всему миру: бутики есть в 28 странах, включая Россию. Под маркой «Manoukian» производит одежду и сумки. Имеет представительства в США, Канаде, Бельгии, России, Японии.
Одежду лейбла носят Катрин Денёв, Изабель Аджани, Джонни Депп, арабские шейхи, техасские нефтяные магнаты, однако за тридцать пять лет существования фирмы её основатель ни разу не встретился с журналистами.